# Lohja Lionesses 2017
Questa voce raccoglie le informazioni riguardanti le Lohja Lionesses nelle competizioni ufficiali della stagione 2017.

## Naisten I-divisioona 2017

### Stagione regolare
| Lohja 13 maggio 2017, ore 12:00 Recupero 1ª giornata | Lohja Lionesses | 58 – 0 | Rovaniemi Nordmen | Virkkalan urheilukenttä |

| Lohja 21 maggio 2017, ore 13:00 2ª giornata | Lohja Lionesses | 6 – 12 | Kuopio Steelers | Virkkalan urheilukenttä |

| Joensuu 4 giugno 2017, ore 13:00 4ª giornata | Joensuu Wolves | 0 – 12 | Lohja Lionesses | Mehtimäki |

| Lohja 9 luglio 2017, ore 18:00 5ª giornata | Lohja Lionesses | 46 – 0 | Kouvola Indians | Virkkalan urheilukenttä |

| Helsinki 23 luglio 2017, ore 15:00 7ª giornata | Helsinki Wolverines II | 8 – 22 | Lohja Lionesses | Brahenkenttä |

| Lohja 30 luglio 2017, ore 13:00 8ª giornata | Lohja Lionesses | 22 – 16 | Porvoon Butchers | Virkkalan urheilukenttä |

| Kotka 5 agosto 2017, ore 13:00 9ª giornata | Kotka Eagles | 22 – 54 | Lohja Lionesses | Puistolan kenttä |

### Playoff
| Lohja 13 agosto 2017, ore 13:00 Semifinale | Lohja Lionesses | 30 – 6 | Porvoon Butchers | Harjun urheilukenttä |

| Kuopio 27 agosto 2017, ore 16:00 Finale | Kuopio Steelers | 37 – 18 | Lohja Lionesses | Väinölänniemen stadion |

## Statistiche di squadra
| Competizione      | %Vittorie | In casa | In casa | In casa | In casa | In casa | In casa | In trasferta | In trasferta | In trasferta | In trasferta | In trasferta | In trasferta | Totale | Totale | Totale | Totale | Totale | Totale |
| Competizione      | %Vittorie | G       | V       | N       | P       | Pf      | Ps      | G            | V            | N            | P            | Pf           | Ps           | G      | V      | N      | P      | Pf     | Ps     |
| ----------------- | --------- | ------- | ------- | ------- | ------- | ------- | ------- | ------------ | ------------ | ------------ | ------------ | ------------ | ------------ | ------ | ------ | ------ | ------ | ------ | ------ |
| Stagione regolare | .857      | 4       | 3       | 0       | 1       | 132     | 28      | 3            | 3            | 0            | 0            | 88           | 30           | 7      | 6      | 0      | 1      | 220    | 58     |
| Playoff           | .500      | 1       | 1       | 0       | 0       | 30      | 6       | 1            | 0            | 0            | 1            | 18           | 37           | 2      | 1      | 0      | 1      | 48     | 43     |
| Totale            | .778      | 5       | 4       | 0       | 1       | 162     | 34      | 4            | 3            | 0            | 1            | 106          | 67           | 9      | 7      | 0      | 2      | 268    | 101    |